# Celeirós (Sabrosa)
Celeirós do Douro is een plaats (freguesia) in de Portugese gemeente Sabrosa en telt 267 inwoners (2001).